# Ernst Biesten
Anton Ernst Biesten (* 21. April 1884 in Niederlahnstein; † 12. September 1953 in Offenbach-Hundheim) war ein deutscher Jurist.

## Werdegang

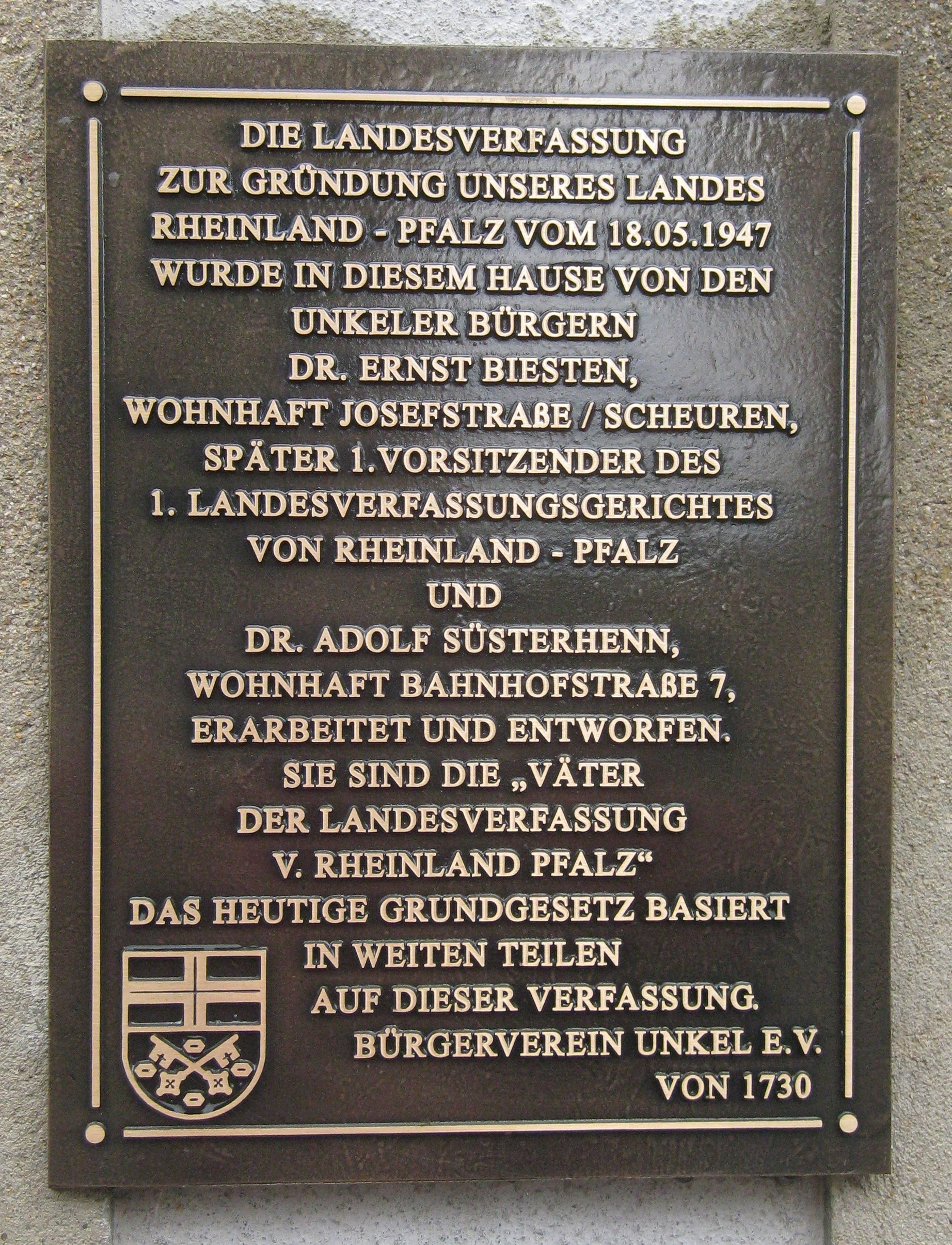
Gedenktafel zur Rolle Biestens als Mit-Autor der Landesverfassung von Rheinland-Pfalz in Unkel

Biesten war ab 1907 Gerichtsreferendar und promovierte 1909 an der Universität Heidelberg. Von 1914 an war er als Verwaltungsjurist bei der Stadtverwaltung Koblenz angestellt und dort zuletzt Beigeordneter. 1930 wurde er zum Polizeipräsidenten in Koblenz ernannt. Kurz nach der Machtübernahme der Nationalsozialisten folgte im Februar 1933 die Versetzung in den einstweiligen Ruhestand und 1934 die Entlassung. Nach Ende des Zweiten Weltkriegs übernahm er am 15. Juni 1945 wieder das Amt des Polizeipräsidenten und im Rahmen der Entnazifizierung wurde er Vorsitzender der Bereinigungskommission in Koblenz. Am 1. August 1946 erhielt Biesten durch Wilhelm Boden seine Ernennung zum Präsidenten des neu geschaffenen Landesverwaltungsgerichts (heute Oberverwaltungsgericht) in Koblenz. Gemeinsam mit Adolf Süsterhenn arbeitete er an der Landesverfassung für Rheinland-Pfalz. Nach Inkrafttretung der Landesverfassung am 18. Mai 1947 ernannte man Biesten zum ersten Vorsitzenden des Verfassungsgerichtshofs von Rheinland-Pfalz. Weiterhin betraute man Biesten nach einer Initiative von Claude Hettier de Boislambert vom Juni 1946 mit dem Aufbau und der Organisation der Rheinischen Verwaltungsschule auf der Reichsburg in Cochem, die jedoch bereits nach dem dritten Lehrgang 1948 wieder geschlossen wurde. 1951 trat er 67-jährig seinen Ruhestand an. Nach seinem Tod im Jahre 1953 fand er seine letzte Ruhestätte auf dem Koblenzer Hauptfriedhof.

## Ehrungen
- 1953: Großes Verdienstkreuz der Bundesrepublik Deutschland[2]

## Publikationen
- Biesten, Anton Ernst (Autor),  Dissertationsschrift: Was ist Vollmacht nach dem Bürgerlichen Gesetzbuche? 1909, 68 Seiten